# Мангишлацький експериментальний ботанічний сад
Мангишлацький експериментальний ботанічний сад — наукова установа в місті Актау. Є у переліку особливо охоронюваних природних територій Казахстану.

## Заснування
Ботанічний сад у 10-му мікрорайоні міста Шевченко (нині Актау) був утворений на базі стаціонарної експедиції на підставі наступних документів:
- Рішення Державного Комітету Ради Міністрів СРСР з науки та техніки № 61 від 01.12.1970 р.
- Постанова Ради Міністрів Казахської РСР № 129 від 09.03.1971 р.
- Постанова Президії Академії наук Казахської РСР № 59 від 25.03.1971 р.

Головними ініціаторами проекту стали академік АН СРСР М. В. Цицин та академік АН Узбецької РСР Ф. М. Русанов.
Фактично ботанічний сад функціонує з січня 1972 року.

## Опис
Загальна площа території складає 39 га. Станом на 2017 рік, у ботанічному саду росте 1270 таксонів рослин із 250 родів та 88 родин. Серед цих рослин — хвойні, кучеряві, плодово-ягідні, декоративні (у тому числі колекція троянд, що до 2020 року налічує 141 сорт), а також рідкісні та зникаючі види. Дендрологічна колекція налічує понад 600 таксонів, серед яких великі родові комплекси глоду, кизильнику, шипшини, барбарису, жимолості, калини, ясена, а також колекція сортів абрикосу. На окремій ділянці представлено місцеву флору. Серед її представників — найціннші лікарські рослини Мангишлацького півострова, що вимагають ретельної охорони: шовковиця біла, духмянка тонка, глід сумнівний, ожина звичайна, золотуха солонцева, самосил сивий.
Основним напрямом робіт є інтродукція та акліматизація казахстанської та світової флори в екстремальних (екстрааридних) природних умовах (у тому числі окультурення місцевих рослин аридного поясу), а також розробка агротехніки вирощування та утримання інтродукованих видів.
Ботанічний сад бере участь в озелененні міст та промислових зон Мангистауської області.

## Юридичний та природоохоронний статус
Із 2000 року установа входить до складу Інституту ботаніки та фітоінтродукції Міністерства освіти і науки Казахстану як республіканське державне підприємство на праві господарського відання. Керівником у цей час є Акжуніс Іманбаєва.
Мангишлацький експериментальний ботанічний сад входить до списку природних територій республіканського значення, що особливо охороняються.